# Wespe
SdKfz 124 Wespe ili Panzerhaubitze Wespe ili samo Wespe (njemački za osu) je bio njemački samohodni top razvijen i korišten tijekom Drugog svjetskog rata. Dizajnirana je na temelju Panzer II tenka.
Godine 1940. tijekom Bitke za Francusku, pokazalo se da je glavni tenk njemačkih snaga, Panzer II, bio nepouzdan kao borbeno vozilo na bojišnici, bio je preslabo naoružan i preslabo oklopljen. Tako je nastala Wespa, na temelju podvozja Panzer II Ausf. F. Razvoj vozila i proizvodnja je bila lagana za prilagodit. Wespe je bio zadnji pokušaj da se na osnovi tenka Panzerkampfwagen II napravi samovozna haubica. Za naoružanje je odabrana poljska haubica Leichte Feldhaubitze 18M (leFH18M) kalibra 105 mm i maksimalnog dometa do 10 km. Posadu je činilo četiri do pet vojnika, a cijela se zamisao pokazala vrlo uspješnom. Zbog toga je do ljeta 1944. napravljeno čak 676 Wespi, te još 159 vozila za prijevoz streljiva. U borbenoj su uporabi ostale do kraja rata. 
Wespe je prvi put sudjelovala u borbama 1943. na Istočnom frontu i pokazala se toliko uspješnom da je Hitler naredio da se svi ostali projekti, kao npr. Marder II zaustave i oslobode dodatni proizvodni pogoni za proizvodnju Wespe. Većina ih je poslana u artiljerijske bataljune (Panzerartillerie Abteilungen) ili tenkovske jedinice zajedno s težim Hummel samohodnim topovima. 

## Vanjske poveznice
- Achtung Panzer!  Arhivirana inačica izvorne stranice od 25. veljače 2007. (Wayback Machine)
- AFV Database  Arhivirana inačica izvorne stranice od 11. veljače 2006. (Wayback Machine)
- OnWar  Arhivirana inačica izvorne stranice od 21. rujna 2013. (Wayback Machine)
- War Gamer  Arhivirana inačica izvorne stranice od 3. ožujka 2006. (Wayback Machine)
- Surviving Panzer II tanks